# 伊達宗城
伊達宗城（日语：／ Date Munenari，1818年9月1日—1892年12月20日），日本江戶時代末期大名、明治時代時期政治家。宇和島藩第八代藩主（1844年-1858年）。官位從四位下、遠江守、侍從。明治時代封伯爵。
由於為政清明，所以與福井藩第16代藩主松平春嶽、土佐藩第14代藩主山內豐信、薩摩藩第11代藩主島津齊彬並稱為「幕末四贤侯」。

## 生平

### 早年經歷
文政元年（1818年）出生於江戶。幼名龜三郎。宗城本為旗本山口直勝的兒子，宗城的祖父山口直清，則是宇和島藩第五代藩主伊達村候的次子，後來成為山口家的養嗣子。1827年4月，宗城被正在參勤交代的宇和島藩藩主伊達宗紀收為假養子。1828年10月被家臣伊達壽光收為養子。翌年壽光的親生兒子出生，將宗城送給宗紀當養子。宗城同宗紀的五女・貞定下婚約，成為宗紀的婿養子。然而貞卻早夭，因此兩人並未成婚。後來宗城娶鍋島齊直的女兒益子為妻。

### 藩政時代
天保15年（1844年），宗紀隱居之後，宗城繼任藩主。伊達宗城以宗紀時代的殖產興業為中心，對藩政進行改革，實施對木蠟的專賣化和石炭礦藏資源的調查。同時庇護被幕府通緝的高野長英、從長州藩招攬人才村田藏六，著手於宇和島藩軍制的近代化建設。
伊達宗城同福井藩藩主松平春嶽、土佐藩藩主山內容堂、薩摩藩藩主島津齊彬交往密切，並稱為「幕末四賢侯」。在阿部正弘擔任幕府老中期間，宗城積極推動幕政的改革。
阿部正弘死後，1858年，伊達宗城同擔任大老的井伊直弼就將軍繼承問題發生了衝突。第13代將軍德川家定病弱無子，宗城等四賢侯與水戶藩藩主德川齊昭一同推舉一橋慶喜為嗣子。井伊直弼等「南紀派」則推舉紀州藩主德川慶福為嗣子。結果井伊使用其大老的地位排除了一橋派勢力，使慶福成功成為新的將軍，改名家茂。這就是著名的安政大獄，此後，宗城同松平春嶽、德川齊昭等人被迫隱居。伊達宗城將藩主之位讓給了養父宗紀的親生兒子伊達宗德（宗德也是宗城的養子），但事實上宗城在隱居之後依然影響著藩政。1862年，宗城反對向英國支付生麥事件的賠償金。1863年參加參預會議。1867年參加四侯会議，並參與國政，但不久以後江戶幕府就倒臺了。

### 明治維新後
1867年（慶應3年）12月王政復古之後，被新政府任為議定一職。但次年發生戊辰戰爭，宗城留戀德川氏，對薩、長進攻德川氏的行動表示抗議，辭去參謀職務。
1869年（明治2年）任民部卿兼大藏卿，為了建設鐵路向英國借貸。1871年，作為日本的欽差全權大臣，同清朝簽訂中日修好條規。此後宗城從政壇隱退，主要負責接待外國貴賓。1881年，夏威夷王國國王卡拉卡瓦訪問日本，伊達宗城負責接待國王，被卡拉卡瓦授予了勳章。1884年華族令頒佈後，宗城被授予了伯爵的爵位。1892年在東京的今戶屋敷逝世，享年75歲。
1913年（大正2年），日本政府在宇和島鎮座建立鶴島神社（現南予護國神社），以伊達宗城為該神社的御祭神進行祭祀。

## 系譜
- 生父：山口直勝
- 養父：伊達壽光 → 伊達宗紀（日语：伊達宗紀）
- 正室：益子（鍋島齊直（日语：鍋島斉直）的女兒） 
  - 長男：真田幸民（日语：真田幸民）（真田幸教養子）
  - 次男：伊達宗敦（日语：伊達宗敦）（伊達慶邦養子）
  - 初子（柳原前光妻）
  - 武丸
  - 四男：奥平昌邁（日语：奥平昌邁）（奥平昌服養子）
  - 敏（松根城臣妻） - 俳人松根東洋城（日语：松根東洋城）為其子。
  - 理
  - 照子（水野忠弘繼室、三井高弘妻）
  - 六男：瀧脇信廣（日语：瀧脇信広）（入贅於田沼智惠，後離婚。瀧脇信成養子）
  - 幾（志賀平四郎妻、櫻田榮次郎妻）
  - 七男：牧野忠良（日语：牧野忠良）（牧野千代子養子）
  - 八男：伊達宗倫（日语：伊達宗倫 (男爵)）（分家、男爵）
  - 泰（佐和正養女、阪田九郎妻）
  - 十男：伊達宗曜（日语：伊達宗曜）（伊達宗倫養子）
  - 十一男：伊達方正
  - 十二男：蒔田廣城（蒔田廣孝（日语：蒔田広孝）養子）
  - 十三男・伊達善重
  - 園子
- 養子
  - 伊達宗德

抗日戰爭時期活躍於中國山東地區的馬賊張宗援（伊達順之助）是伊達宗敦的第六子，即伊達宗城的孫子。

## 登場作品
小說
- 酩酊大醉（日语：酔って候）（文藝春秋、司馬遼太郎著）
- 伊達宗城（PHP研究所、神川武利著）

影視劇
- 花神（1977年、NHK大河劇、演：大木實（日语：大木実））
- 宛如飛翔（1990年、NHK大河劇、演：北村總一朗（日语：北村総一朗））
- 德川慶喜（1998年、NHK大河劇、演：大門正明）
- 篤姬（2008年、NHK大河劇、演：森田順平）
- 龍馬傳（2010年、NHK大河劇、演：陰山泰）
- 西鄉殿（2018年、NHK大河劇、演：長谷川公彥）
- 直衝青天（2021年、NHK大河劇、演：菅原大吉）

| 前任： 伊達宗紀 | 宇和島藩藩主 1844年－1858年 | 繼任： 伊達宗德 |
| 前任： 伊達宗紀 | 伊達家當主 1844年－1858年   | 繼任： 伊達宗德 |